# Гётеборг-Ландветтер

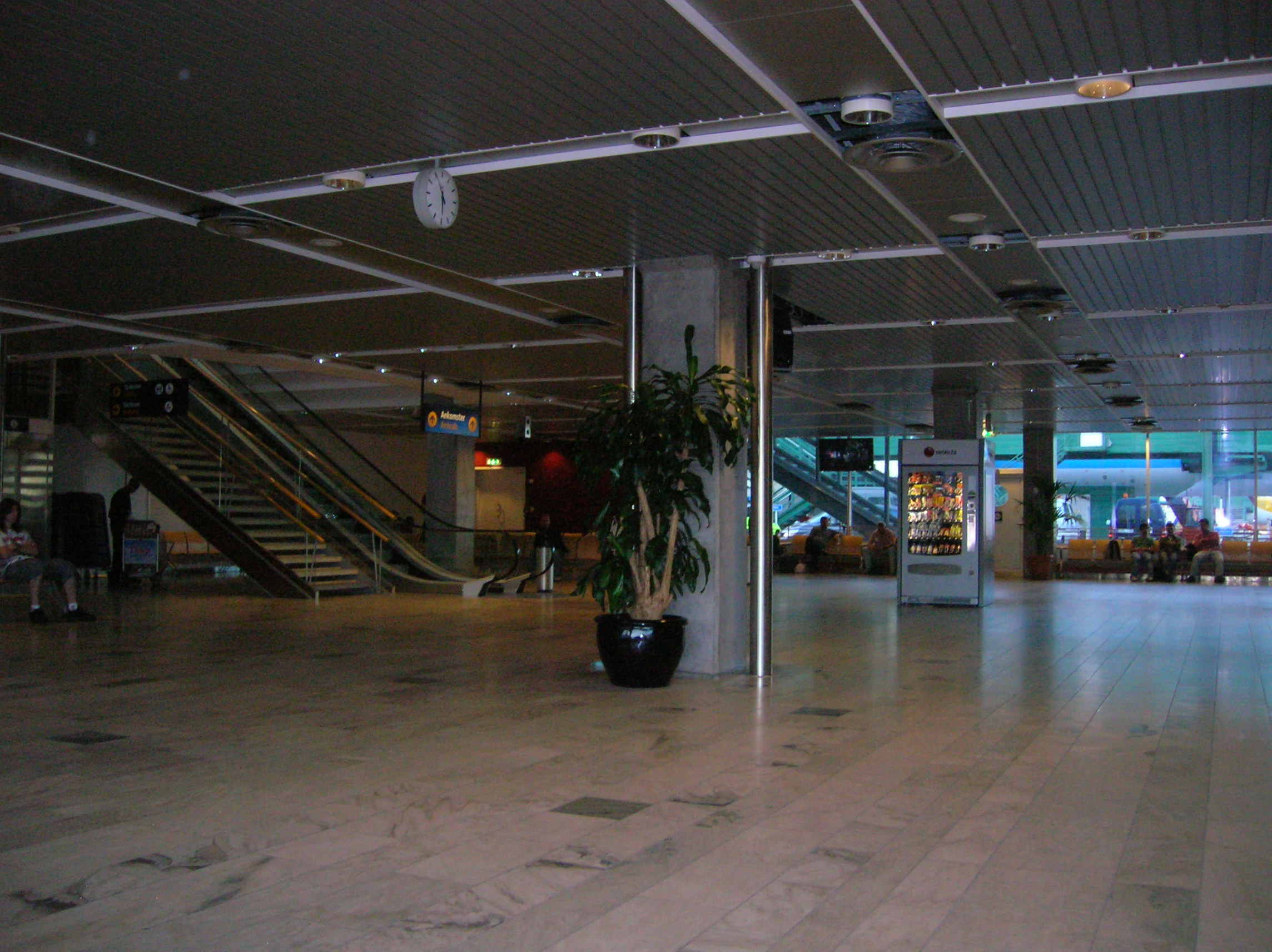
Главный зал аэропорта

Гётеборг-Ландветтер (швед. Göteborg-Landvetter flygplats; код IATA GOT, код ICAO ESGG) — второй по величине аэропорт Швеции. Расположен в 20 км к востоку от Гётеборга. Был открыт в 1977 году. Назван в честь маленького городка Ландветтер рядом с которым и расположен.
Имеет два терминала: для внутренних и для внешних рейсов. В зале ожидания находятся несколько магазинов, кафе и ресторан. В 500 метрах от терминала имеется гостиница. Залы прилёта и отлёта расположены на одном этаже.
Пассажиропоток в 2007 году: внутренние перевозки — 1,25 млн человек, международные перевозки — 3,1 млн человек, всего — 4,35 млн человек.

## Происшествия
8 марта 2006 года на взлетно-посадочной полосе аэродрома был ограблен самолёт, перевозивший несколько миллионов долларов.